# Arboa antsingyae
Arboa antsingyae je biljka iz porodice Passifloraceae, roda Arboa. Raste kao stablo u šumama. Endemska je vrsta s Madagaskara. Raste u provinciji Mahajangi. Područje gdje je zaštićena je Bemaraha. Odgovaraju joj suhi bioklimatski uvjeti na visinama do 499 metara.
Bazionim je Erblichia antsingyae Arbo, a sinonimi za ovu biljku su:
- Erblichia antsingyae Arbo
- Piriqueta antsingyae Capuron

## Vanjske poveznice
- Arboa antsingyae (Arbo) Thulin & Razafim., family TURNERACEAE Herbarium: Royal Botanic Gardens, Kew (K), K000912916, JSTOR